# Bastarz
Bastarz (em coreano: 바스타즈; estilizado como BASTARZ) é a primeira sub-unit oficial do boy group sul-coreano Block B. Fundada em abril de 2015, a sub-unit é composta por três membros: os dois dançarinos principais do Block B, B-Bomb e U-Kwon, e o rapper P.O. A sub-unit debutou com seu primeiro mini-álbum intitulado "Conduct Zero", em 14 de abril de 2015, e lançou seu segundo mini álbum "Welcome 2 Bastarz", em 31 de outubro de 2016.

## Origem
Embora os membros de Bastarz dissessem inicialmente que foram escolhidos fora dos sete membros do Block B através de um sorteio aleatório de bolas coloridas, eles disseram mais tarde que o sorteio era uma piada, e que o CEO da Seven Seasons ô escolheram para a sub-unit.

## História
Nos dias 5 e 6 de abril de 2015, o Block B anunciou através de fotos solos que P.O, U-Kwon e B-Bomb constituiriam o Bastarz. Embora não seja parte da sub-unit, Zico confirmou que ele produziu a primeira faixa-título de Bastarz.
O álbum da sub-unit foi lançada em 13 de abril de 2015, juntamente com um vídeo para a faixa-título, "Conduct Zero"  O álbum estreou em # 3 no Gaon Album Chart, com os singles "Conduct Zero", "Charlie Chaplin", "Thief", "Nobody but You" e "Sue Me", estreando no Gaon Digital Chart nas posições #6, #24, #63, #65 e #76, respectivamente.
"Conduct Zero" foi nomeado para cinco prêmios em 2015, incluindo 2 MAMA's, 2 Seoul Music Awards e 1 Melon Music Awards na categoria "Best Dance Performance".
Em outubro de 2015, Bastarz fez seu debut japonês com o lançamento do CD single "Hinko Zero", que alcançou a posição #20 no Oricon Chart.
O ano seguinte, Bastarz lançou seu segundo lançamento coreano. A sub-unit lançou o single "Selfish & Beautiful Girl" composta por P.O e foi lançado em 24 de outubro de 2016. O single intitulado "Make It Rain", composta pelo DEAN, foi lançado no dia 31 de outubro, juntamente com extended play "Welcome 2 Bastarz", que estreou em #6 no Gaon Album Chart. Na semana seguinte, a sub-unit fez um lançamento do MV surpresa para a música "That's Right", com os membros se filmando enquanto viajam.
P.O recebeu créditos nas letras para todas as cinco músicas em Welcome 2 Bastarz e créditos de composição para "Selfish & Beautiful Girl", "That's Right" e "The Hidden Girl", enquanto B-Bomb recebeu créditos nas letras e composição para a música "Tightly".
Em 1 de março de 2017, o Korea Times Music Festival anunciou no Facebook oficial que Bastarz iria performar no festival, que é realizada anualmente no Hollywood Bowl.

## Discografia

### Extended plays
| Título            | Detalhes do álbum | Melhores posições nas paradas | Melhores posições nas paradas | Vendas         |
| Título            | Detalhes do álbum | KOR                           | US World                      | Vendas         |
| Versão Coreana    | Versão Coreana | Versão Coreana                | Versão Coreana                | Versão Coreana |
| ----------------- | --- | ----------------------------- | ----------------------------- | -------------- |
| Conduct Zero      | - Lançado em: 14 De Abril De 2015 - Gravadora: Seven Seasons, CJ E&M Music e Live - Formatos: CD, digital download Track listing 1. "Zero for Conduct" 2. "Charlie Chaplin" 3. "Thief" 4. "Nobody but You" 5. "Sue Me" (feat. Incredible) | 3                             | 11                            | - KOR: 33,766  |
| Welcome 2 Bastarz | - Lançado em: 31 De Outubro De 2016 - Gravadora: Seven Seasons, CJ E&M Music e Live - Formatos: CD, digital download Track listing 1. "Selfish & Beautiful Girl" 2. "Make It Rain" 3. "That's Right" 4. "Tightly" 5. "The Hidden Girl"    | 6                             | —                             | - KOR: 20,946  |

### Álbuns únicos
| Título                                                                                     | Detalhes do álbum                                                                                          | Melhores posições nas paradas | Melhores posições nas paradas | Vendas       |         |
| Título                                                                                     | Detalhes do álbum                                                                                          | JPN Oricon                    | JPN Billboard                 | Vendas       |         |
| Japonês                                                                                    | Japonês | Japonês                       | Japonês                       | Japonês      | Japonês |
| ------------------------------------------------------------------------------------------ | --- | ----------------------------- | ----------------------------- | ------------ | ------- |
| Hinko Zero                                                                                 | - Lançado em: 7 De Outubro, 2015 - Gravadora: Seven Seasons, King Records - Formatos: CD, digital download | 20                            | 84                            | - JPN: 4,126 |         |
| "—" indica lançamentos que não apresentaram gráficos ou não foram divulgados nessa região. | |                               |                               |              |         |

### Singles promocionais
| Título                                   | Ano  | Melhores posições nas paradas | Vendas              | Álbum             |
| Título                                   | Ano  | KOR                           | Vendas              | Álbum             |
| ---------------------------------------- | ---- | ----------------------------- | ------------------- | ----------------- |
| "Conduct Zero" (품행제로)                | 2015 | 6                             | - KOR (DL): 637,697 | Conduct Zero      |
| "Selfish & Beautiful Girl" (이기적인 걸) | 2016 | 16                            | - KOR (DL): 77,137  | Welcome 2 Bastarz |
| "Make It Rain"                           | 2016 | 52                            | - KOR (DL): 43,326  | Welcome 2 Bastarz |
| "That's Right"                           | 2016 | —                             | - KOR (DL): 17,301  | Welcome 2 Bastarz |

### Outras músicas no chart
| Título                             | Ano  | Melhores posições nas paradas | Vendas             | Álbum             |
| Título                             | Ano  | KOR                           | Vendas             | Álbum             |
| ---------------------------------- | ---- | ----------------------------- | ------------------ | ----------------- |
| "Charlie Chaplin" (찰리채플린)     | 2015 | 24                            | - KOR (DL): 85,523 | Conduct Zero      |
| "Thief" (도둑)                     | 2015 | 63                            | - KOR (DL): 29,517 | Conduct Zero      |
| "Nobody but You"                   | 2015 | 65                            | - KOR (DL): 29,069 | Conduct Zero      |
| "Sue Me" (배째)                    | 2015 | 76                            | - KOR (DL): 26,800 | Conduct Zero      |
| "Tightly" (타이트하게)             | 2016 | —                             | - KOR (DL): 20,226 | Welcome 2 Bastarz |
| "The Hidden Girl" (숨은 그림 찾기) | 2016 | —                             | - KOR (DL): 16,733 | Welcome 2 Bastarz |

## Videografia

### Vídeos musicais
| Ano  | Título                     | Álbum              | Ref. |
| ---- | -------------------------- | ------------------ | ---- |
| 2015 | "Conduct Zero"             | Conduct Zero       |      |
| 2015 | "Hinko Zero"               | Hinko Zero         |      |
| 2016 | "Selfish & Beautiful Girl" | Welcome to Bastarz |      |
| 2016 | "Make It Rain"             | Welcome to Bastarz |      |
| 2016 | "That's Right"             | Welcome to Bastarz |      |

## Prêmios
| Ano  | Prêmio                  | Categoria                   | Destinatário       | Resultado |
| ---- | ----------------------- | --------------------------- | ------------------ | --------- |
| 2015 | MelOn Music Awards      | Dance                       | "Zero for Conduct" | Indicado  |
| 2015 | Mnet Asian Music Awards | Best Collaboration and Unit | "Zero for Conduct" | Indicado  |
| 2015 | Mnet Asian Music Awards | Song of the Year            | "Zero for Conduct" | Indicado  |
| 2015 | 25th Seoul Music Awards | Bonsang Award               | "Zero for Conduct" | Indicado  |
| 2015 | 25th Seoul Music Awards | Popularity Award            | "Zero for Conduct" | Indicado  |